# Kambui-Hills-Waldschutzgebiet
Das Kambui-Hills-Waldschutzgebiet (englisch Kambui Hills Forest Reserve) ist ein Waldschutzgebiet im westafrikanischen Sierra Leone. Das Schutzgebiet liegt auf einer Höhe von bis zu 645 m in den Kambui Hills, unweit der Provinzhauptstadt Kenema in der Provinz Eastern. Es hat eine Fläche von 21.228 Hektar.
Das Schutzgebiet gliedert sich in zwei Bereiche, „Nord“ mit 20.348 Hektar und „Süd“ mit 880 Hektar, die durch die Hauptstraße zwischen Kenema und Bo getrennt sind.

## Vegetation, Flora und Fauna
Das Schutzgebiet wird zu 60 Prozent von Wald, darunter vor allem von immergrünem, feuchten Sekundärwald bedeckt. An den Berghängen findet sich halb-immergrüner (englisch Semi-deciduous) Wald. 20 Prozent der Fläche werden von Savanne eingenommen.
Das Waldreservat ist Heimat von mindestens 200 Vogelarten, wovon fünf als weltweit bedroht gelten, darunter:
- Grünschwanzbleda (Bleda eximius)
- Rostschwingen-Buschdrossling (Illadopsis rufescens)
- Kupferschwanz-Star (Lamprotornis cupreocauda)

Zu den größten und häufigsten Säugetierarten gehören der Rote Stummelaffen und die Rußmangaben. Schimpansen wurden nachgewiesen (Stand 2010).